# جيمس إتش. موريسون
جيمس إتش. موريسون هو محامي وسياسي أمريكي، ولد في 8 ديسمبر 1908 في هاموند في الولايات المتحدة، وتوفي بنفس المكان في 20 يوليو 2000 بسبب نوبة قلبية. نشط حزبياً في الحزب الديمقراطي. وقد انتخب مندوب ‏ (1956 – 1956) وانتخب عضو مجلس النواب الأمريكي ‏.